# 24494 Megmoulding
24494 Megmoulding è un asteroide della fascia principale. Scoperto nel 2000, presenta un'orbita caratterizzata da un semiasse maggiore pari a 2,4189542 au e da un'eccentricità di 0,1244832, inclinata di 3,29611° rispetto all'eclittica.